# Teucholabis liponeura
Teucholabis liponeura är en tvåvingeart som beskrevs av Alexander 1937. Teucholabis liponeura ingår i släktet Teucholabis och familjen småharkrankar. Inga underarter finns listade i Catalogue of Life.